# Der Millionenerbe
Der Millionenerbe ist eine Familienserie mit Günter Pfitzmann in der Hauptrolle, die das erste Mal im März 1990 in vier Folgen ausgestrahlt wurde und zu der im Laufe der Jahre 1992 und 1993 weitere acht Folgen hinzukamen kamen, ähnlich wie in Der Havelkaiser.

## Inhalt
Johannes Redlich erfährt, dass er von seiner reichen Tante Katharina in Miami 2,5 Millionen Dollar geerbt hat. Daraufhin ist er nicht mehr zu halten und fährt in die weite Welt, zunächst reist er nach Berlin, wo er beschließt einen erfolglosen Maler zu unterstützen. Johannes ahnt nicht, dass ihn seine Tante in der Zwischenzeit enterbt und ihr Erbe stattdessen einem Indianerreservat vermacht hat. Anschließend begibt er sich  mit einem Luxuskreuzer auf eine Kreuzfahrt in die Karibik. Dort lernt er Irene Rimbach kennen, sie ist die Tochter des reichen Schmuckhändlers Ludwig Rimbach. Die beiden kommen sich näher und heiraten schließlich. In den letzten Folgen zieht das Paar nach Hamburg, um dort das Juweliergeschäft der Rimbachs zu übernehmen. Als aus dem Juweliergeschäft fünf wertvolle Diamanten verschwinden, macht sich Johannes Redlich auf die Suche, um diese wiederzubeschaffen.

## Episoden und Gastauftritte
Titel der zwölf Episoden:
- 1990: Lieber reich, aber glücklich
- 1990: Am Busen der Natur
- 1990: Gefährliche Reise
- 1990: Aus der Traum?
- 1992: Unter der Haube
- 1992: Ein neuer Anfang
- 1992: Hannes und die blaue Feder
- 1992: Irene im Glück
- 1993: Aller Anfang ist schwer
- 1993: Diamantenjagd in Amsterdam
- 1993: Heiße Tage in Kapstadt
- 1993: Immer Ärger mit den Frauen

Viele kleinere Rollen der Serie wurden von Gaststars wie Hans-Peter Korff, Karl Lieffen, Lisa Riecken, Peer Augustinski, Wolf Roth, Dolly Dollar, Ursela Monn, Eberhard Prüter, Stefan Behrens, Volker Brandt, Daniela Strietzel, Hans-Werner Bussinger, Lutz Riedel, Ulli Kinalzik und Gerd Vespermann übernommen.